# Cantone di Garabito
Il cantone di Garabito è un cantone della Costa Rica facente parte della provincia di Puntarenas.

## Geografia antropica

### Suddivisioni amministrative
Il cantone è suddiviso in 2 distretti:
- Jacó
- Tárcoles